# Mulu Mesfin
Mulu Mesfin é uma enfermeira etíope que atendeu centenas de vítimas de estupro desde o início da guerra de Tigré, em Novembro de 2020.

## Biografia
Mulu Mesfin é enfermeira e, desde o início dos anos 2010, trabalha no One Stop Center, em Mek'ele, a capital da região do Tigré, na Etiópia. O centro oferece serviços médicos, psicológicos e jurídicos às vítimas de abuso e violência sexual.
Em 2018, Mulu começou a fazer campanha por pôr fim à violência contra as meninas e as mulheres jovens no Tigré, um tema que se provou cada vez mais urgente desde que a Guerra Civil começou, no final de 2020. Desde então, ela atendeu centenas de vítimas de estupro (entre 10 e 15 por dia) e nota que o número de mulheres abusadas não dimunui; ao contrário, aumenta. Mulu calcula que o número pode ser vinte vezes maior. Igualmente, ela registra e publica os testemunhos das mulheres, atacadas durante semanas inteiras por grupos de soldados, tanto eritreus como etíopes.

## Reconhecimento
Em Dezembro de 2021, a BBC a incluiu na lista das 100 Mulheres mais influentes do mundo.